# Forsyth Island (Neuseeland)
Forsyth Island, Maori Te Paruparu, ist eine Insel in der Region Marlborough vor der Südinsel von Neuseeland.

## Geographie
Forsyth Island ist eine 8,15 km² große Insel am Ende des Pelorus Sound / Te Hoiere, im Norden der Südinsel. Die verzweigte und in Nord-Süd-Richtung ausgerichtete Insel besitzt eine Länge von 6,4 km und misst an ihrer breitesten Stelle rund 2,85 km. An ihrer Westseite befindet sich der zur Tasmansee übergehende Pelorus Sound / Te Hoiere und die Forsyth Bay. An ihrer Ostseite bilden die Annie Bay und die Lord Ashley Bay einen Großteil der Küste der Insel. Vom Festland im Süden ist Forsyth Island durch die 275 m breite Allen Strait (Guards Pass) getrennt. Die sehr bergige und mit wenigen schmalen und zugänglichen Buchten versehene Insel findet ihren mit 356 m höchsten Punkt im südlichen Teil der Insel.
Die Insel ist größtenteils bewaldet.

## Nutzung
Die Insel, auf der auch begrenzt Schafe gehalten werden, ist geeignet zum Wandern, befindet sich aber im Privatbesitz. Drei zu vermietenden Ferienhäuser befinden sich an der Westseite des südlicheren Teils der Insel.
Die Insel ist derzeit im Eigentum des deutschen Geschäftsmanns und internationalen Inselmakler Farhad Vladi.